# المكتبة اليهودية الافتراضية
المكتبة اليهودية الافتراضية (المعروفة بJSOURCE) هي موسوعة على الإنترنت نشرتها منظمة غير ربحية لمحلل السياسة الخارجية الأمريكية ميتشيل بارد وهي المؤسسة التعاونية الأمريكية الإسرائيلية. يعرض الموقع على شبكة الإنترنت موضوعات عن العلاقات بين إسرائيل والولايات المتحدة والتاريخ اليهودي وغيرها من المواضيع المتعلقة بإسرائيل.
تضمن الموقع كتاب اسمه أساطير وحقائق والذي تمت كتابته في الأصل على يد ليوناردو ديفيس وتم نشره في عام 1964.تم تأليف إصدارات لاحقه من الكتاب عن طريق بارد الذي وصفه بأنه الكتاب المقدس للناشط المؤيد لإسرائيل .
تضمن المكتبة أيضا موقع ويب اسمه stopds.com الذي يهدف إلى مكافحة حركه المقاطعة وسحب الاستثمارات وفرض العقوبات.

## نظرة عامة

### الأقسام والموضوعات
تحتوي المكتبة على 13 قسما : التاريخ، الأساطير، الحقائق، النساء، السفر، الخرائط السياسة، السيرة الذاتية، إسرائيل، التعليم الإسرائيلي، الدين، الكنوز اليهودية في مكتبه الكونجرس، الإحصاءات والمراجع الحيوية، المحرقة، واللاسامية.
تحتوي المكتبة على أكثر من 60 ألف مقال وما يقارب 10.000 صوره فوتوغرافية وخرائط متعلقه بالتاريخ اليهودي وإسرائيل والعلاقات بين إسرائيل والولايات المتحدة والمحرقة ومعاداة السامية واليهودية، بالإضافة إلى إحصائيات مختلفة ومعلومات حول السياسة والسيرة الذاتية وأدله السفر وقسم عن النساء اليهوديات عبر التاريخ. بينما يتضمن أيضا الموقع على النص الكامل للتفاخ ومعظم التلمود البابلي.
يتضمن الموقع على معلومات حول التعليم الإسرائيلي في الولايات المتحدة، بما في ذلك معلومات حول الدراسات الإسرائيلية ومواد دراسية حول مواضيع متعلقه بإسرائيل. كما يوفر الموقع أيضا مقالات نقدية عن كتب وأفلام، ويستضيف الموقع حلقات Tel Aviv Review المدونة نصياً.
يهدف الموقع إلى توثيق العلاقة بين إسرائيل وكل ولاية من الولايات المتحدة الخمسين، وقد نشر الموقع وثائق رفعت عنها السرية من مصادر عديدة مثل وكالة المخابرات المركزية، ووزارة الخارجية، والسلك الدبلوماسي البريطاني،في حين أنها كشفت عن نظره ثاقبة لمواقف تلك المنظمات تجاه اليهود وإسرائيل.